# Camillus (village)
Ne doit pas être confondu avec Camillus (ville).
Camillus est un village du comté d'Onondaga, dans l'État de New York, aux États-Unis,. En 2020, il comptait une population de 1 222 habitants.

## Démographie
Lors du recensement de 2020, le village comptait une population de 1 222 habitants.